# Lijst van Weners
Deze chronologisch gerangschikte lijst van Weners betreft bekende personen die in de Oostenrijkse hoofdstad Wenen zijn geboren of woonachtig zijn (geweest).

## Geboren in Wenen

### Voor 1500
- Jans der Enikel (c.1240), eerste historicus van de geschiedenis van Wenen
- Frederik I (1289-1330), hertog van Oostenrijk
- Rudolf IV (1339-1365), aartshertog van Oostenrijk
- Albrecht III (1349-1395), aartshertog van Oostenrijk
- Albrecht IV (1377-1404), aartshertog van Oostenrijk
- Albrecht II (1397-1439), koning van het Heilige Roomse Rijk

### 1500–1699
- Melchior Khlesl (1552-1630), kardinaal-bisschop van Wenen
- Rudolf II (1552-1612), keizer van het Heilige Roomse Rijk
- Matthias (1557-1619), keizer van het Heilige Roomse Rijk
- Johann Jacob Löwe (1629-1703), Duits componist
- Maria Anna van Oostenrijk (1634-1696), koningin van Spanje
- Leopold I (1640-1705), keizer van het Heilige Roomse Rijk
- Jozef I (1678-1711), keizer van het Heilige Roomse Rijk
- Karel VI (1685-1740), keizer van het Heilige Roomse Rijk
- Giovanni Antonio Guardi (1699-1760), kunstschilder

### 1700–1799

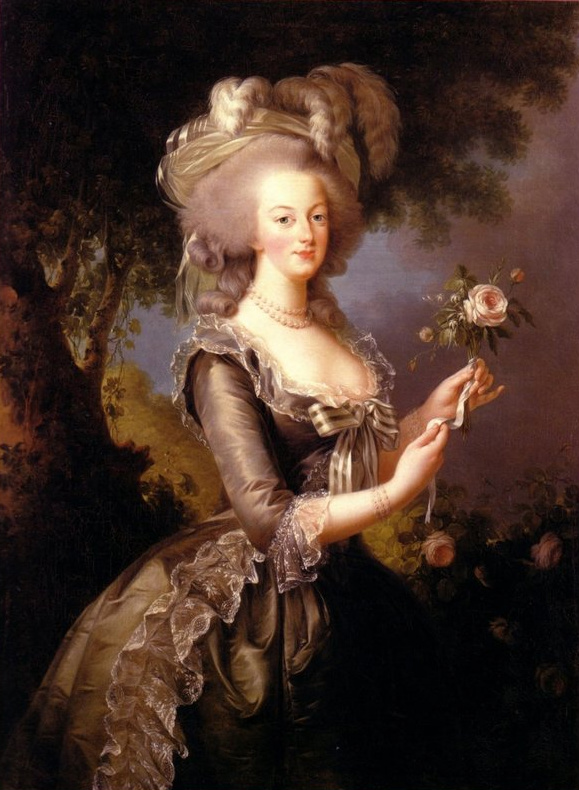
Koningin Marie Antoinette (1755-1793)

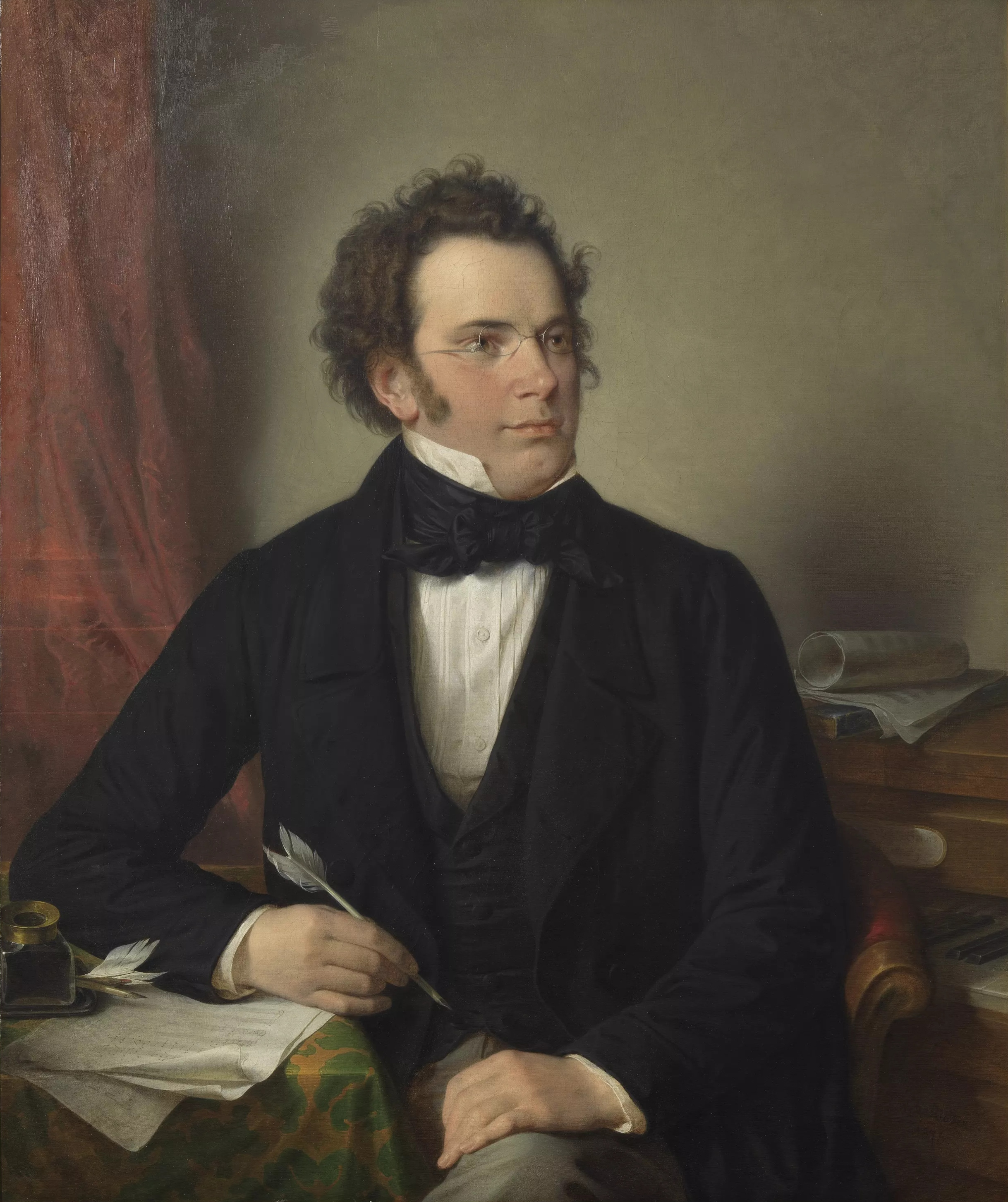
Componist Franz Schubert (1797-1828)

- Maria Theresia (1717-1780), keizerin van het Heilige Roomse Rijk
- Johann Anton von Pergen, (1725-1814), Oostenrijks staatsman
- Maria Amalia van Oostenrijk (1746-1804), hertogin van Parma
- Marie Antoinette (1755-1793), koningin van Frankrijk
- Franziska Romana von Hallwyl (1758-1836), Oostenrijks-Zwitserse edeldame
- Ferdinand Ernst von Waldstein (1762-1823), diplomaat en generaal
- Ferdinand Raimund (1790-1836), toneelschrijver
- Franz Grillparzer (1791-1872), toneelschrijver
- Peter Fendi (1796-1842), schilder, graveur en lithograaf
- Leopoldine van Oostenrijk (1797-1826), keizerin van Brazilië en koningin van Portugal
- Joseph Othmar von Rauscher (1797-1875), kardinaal-aartsbisschop van Wenen
- Franz Schubert (1797-1828), componist

### 1800–1849

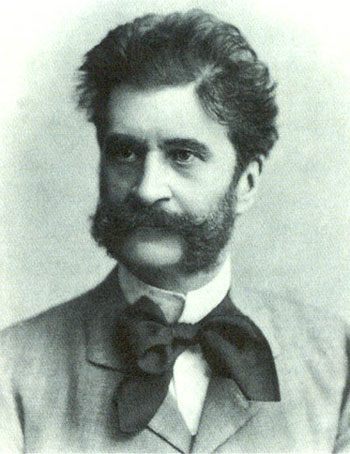
Violist en componist Johann Strauss jr. (1825-1899)

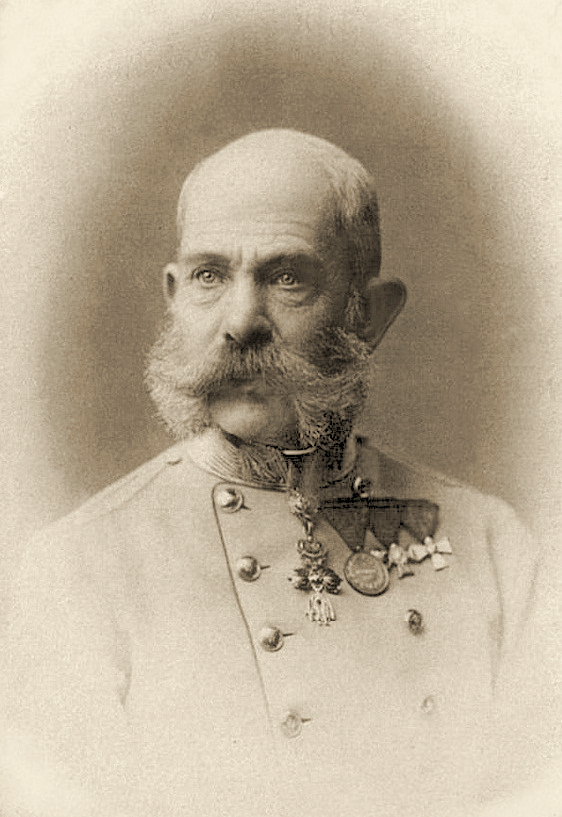
Keizer Frans Jozef I (1830-1916)

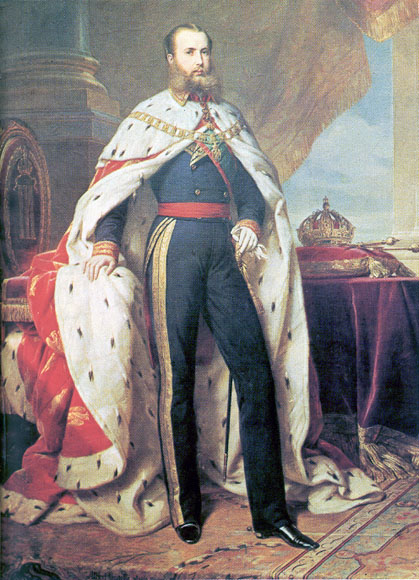
Keizer Maximiliaan van Mexico (1832-1867)

- Melanie Zichy-Ferraris de Zich et Vásonykeö (1805-1854), derde echtgenoot van prins Klemens von Metternich
- Dominik Zichy (1808-1879), bisschop in Rožňava en later in Veszprém
- Božena Němcová (1820-1862), Tsjechisch schrijfster
- Johann Nestroy (1801-1862), toneelschrijver, satiricus en acteur
- Johann Strauss sr. (1804-1849), dirigent en componist
- Johann Strauss jr. (1825-1899), violist en componist
- Frans Jozef I (1830-1916), keizer van Oostenrijk
- Maximiliaan I (1832-1867), keizer van het Tweede Mexicaanse Keizerrijk
- Constanze Geiger (1835-1890), componist, pianist en actrice
- Carl Millöcker (1842-1899), operettecomponist en dirigent
- Karl von Pidoll (1847-1901), kunstschilder
- Ludwig Boltzmann (1844-1906), natuur- en wiskundige
- Karl Lueger (1844-1910), burgemeester van Wenen
- Maria Goswina von Berlepsch (1845-1916), Zwitsers-Oostenrijkse schrijfster
- Rudolf Weyr (1847-1914), beeldhouwer

### 1850–1869

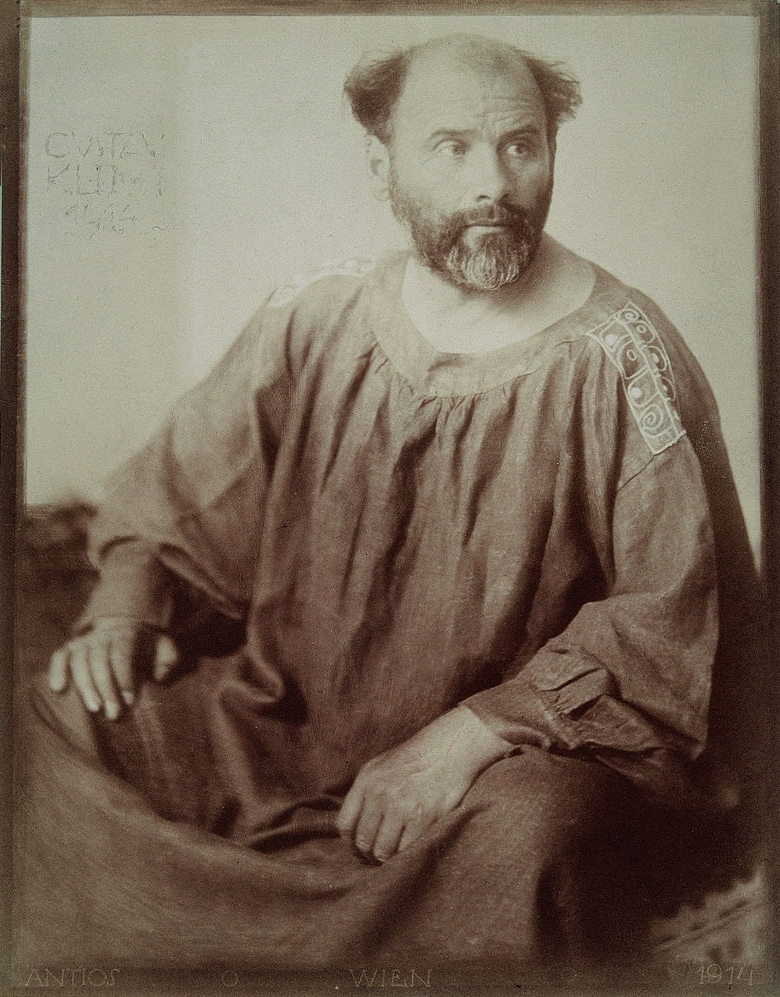
Schilder Gustav Klimt (1862-1918)

- Josef Drexler (1850-1922), architect
- Josef Szombathy (1853-1943), archeoloog
- Franz Xaver Nagl (1855-1913), kardinaal-aartsbisschop van Wenen
- Joseph Franz Wagner (1856-1908), componist en dirigent
- Rosa Mayreder (1858-1938), feminist
- Carl Moll (1861-1945), schilder
- Arthur Schnitzler (1862-1931), schrijver en arts
- Franz Matsch (1861-1942), schilder en beeldhouwer
- Gustav Klimt (1862-1918), schilder
- Alfred Hermann Fried (1864-1921), pacifist, journalist, uitgever, medeoprichter van de Duitse vredesbeweging en Nobelprijswinnaar (1911)
- Richard Adolf Zsigmondy (1865-1929), Oostenrijks-Duits scheikundige en Nobelprijswinnaar (1925)
- Karl Landsteiner (1868-1943), Oostenrijks-Amerikaans arts, patholoog en Nobelprijswinnaar (1930)
- Koloman Moser (1868-1918),  kunstenaar: schilder, meubel-, glas- en grafisch ontwerper

### 1870–1879

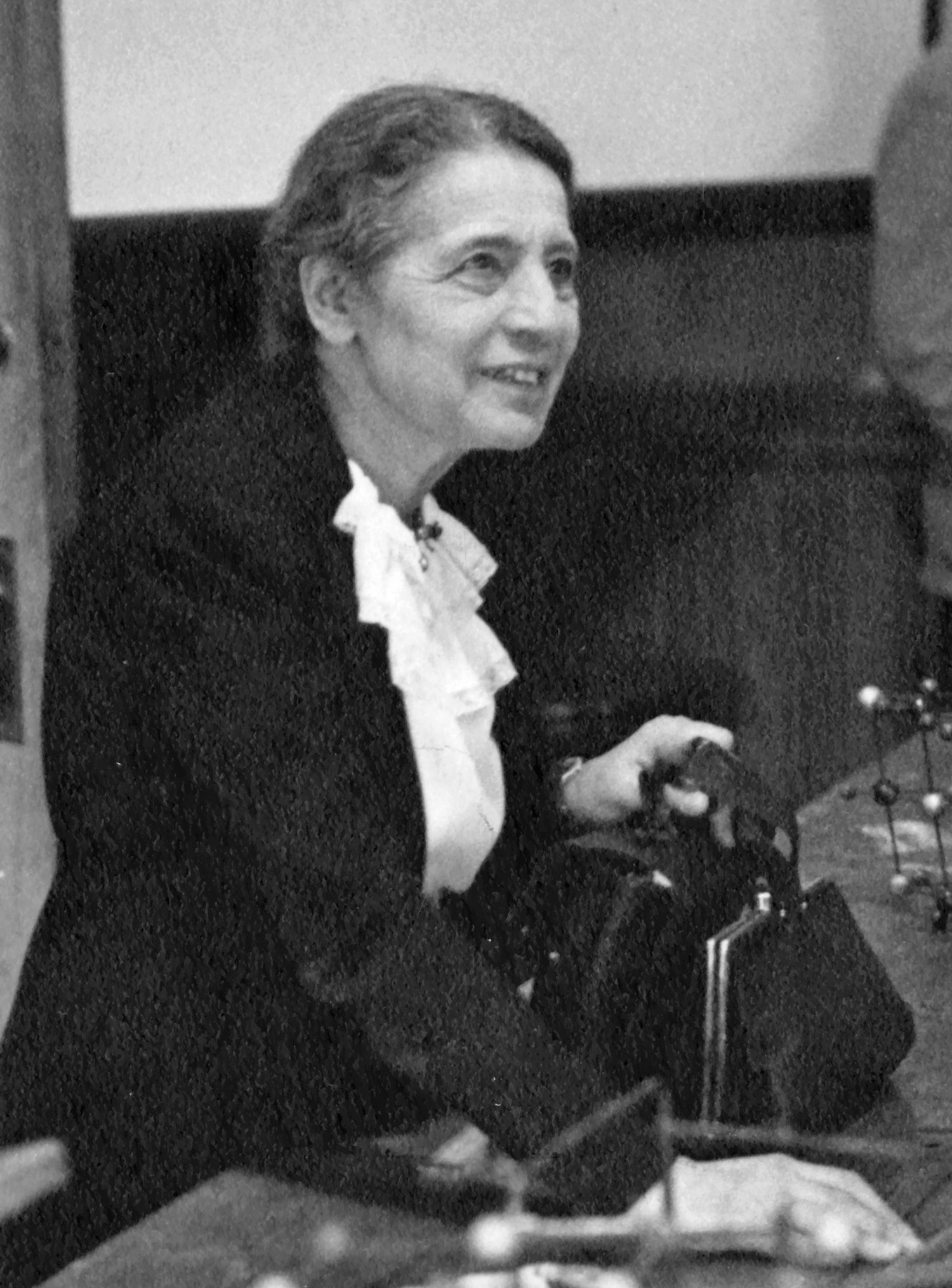
Kernfysicus Lise Meitner (1878-1968)

- Alfred Adler (1870-1937), psycholoog en psychiater
- Grethe Auer (1871-1940), Zwitsers-Oostenrijks schrijfster
- Erich von Tschermak (1871-1962), geneticus en landbouwkundige
- Arthur Baron (1874-1944), architect
- Edgar Chahine (1874-1947), kunstschilder, graficus en illustrator
- Hugo von Hofmannsthal (1874-1929), schrijver en librettist
- Carl Schlechter (1874-1918), schaker
- Arnold Schönberg (1874-1951), componist
- Robert Bárány (1876-1936), medicus en Nobelprijswinnaar (1914)
- Ignaz Seipel (1876-1932), geestelijke en politicus (bondspresident)
- Martin Buber (1878-1965), joods godsdienstfilosoof
- Carl Edward Hellmayr (1878-1944), ornitholoog en taxonoom
- Lise Meitner (1878-1968), Oostenrijks-Zweeds kernfysicus

### 1880–1889
- Hans Adler (1880-1957), schrijver
- Paul Ehrenfest (1880-1933), Oostenrijks-Nederlands natuurkundige
- Hans Moser (1880-1964), filmacteur
- Paul von Goldberger (1881-1942), voetballer
- Stefan Zweig (1881-1942), schrijver
- Otto Erich Deutsch (1883-1967), Joods-Oostenrijks musicoloog
- Robert Lowie (1883-1957), Oostenrijks-Amerikaans antropoloog
- Anton Webern (1883-1945), componist
- Rudolf Spielmann (1883-1942), schaker
- Mia May (1884-1980), actrice
- Joseph Rock (1884-1962), botanicus
- Alban Berg (1885-1935), componist
- Erich von Stroheim (1885-1957), Oostenrijks-Amerikaans filmregisseur, -acteur en scenarioschrijver
- Raoul Hausmann (1886-1971), kunstenaar
- Karl von Frisch (1886-1982), zoöloog, etholoog en Nobelprijswinnaar (1973)
- Rudolph Schindler (1887-1953), Oostenrijks-Amerikaans architect
- Erwin Schrödinger (1887-1961), natuurkundige en Nobelprijswinnaar (1933)
- Richard Dombi (1888-1963), voetbaltrainer en voetballer (Richard Kohn)
- Lothar Riedinger (1888-1964), componist, zanger (tenor), dirigent en musicoloog
- Max Steiner (1888-1971), Oostenrijks-Amerikaans componist
- Ludwig Wittgenstein (1889-1951), Oostenrijks-Brits filosoof

### 1890–1899
- Fritz Lang (1890-1976), regisseur, scenarioschrijver en producent
- Edward Bernays (1891-1995), Amerikaans psycholoog
- Richard Neutra (1892-1970), architect
- Clemens Krauss (1893-1954), dirigent
- Ernst Marischka (1893-1963), filmregisseur, auteur
- Josef von Sternberg (1894-1969), Oostenrijks-Amerikaans filmregisseur
- Joseph Schildkraut (1896-1964), Oostenrijks-Amerikaans acteur
- Georg Ehrlich (1897-1966), beeldhouwer en schilder
- Oscar Homolka (1898-1978), Oostenrijks-Amerikaans acteur
- Lotte Lenya (1898-1981), Oostenrijks-Amerikaanse actrice en zangeres
- Friedrich Hayek (1899-1992), econoom, politiek filosoof en Nobelprijswinnaar (1974)

### 1900–1909

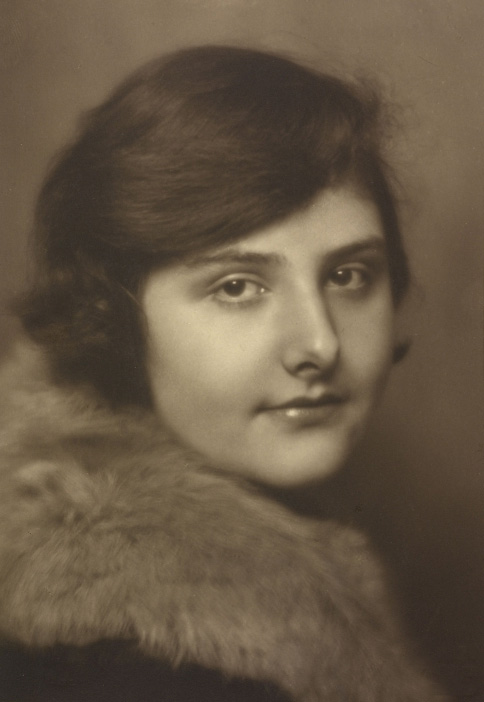
Violiste Alma Rosé (1906-1944)

- Ernst Křenek (1900-1991), componist en muziekpedagoog
- Richard Kuhn (1900-1967), Duits biochemicus en Nobelprijswinnaar (1938)
- Wolfgang Pauli (1900-1958), Oostenrijks-Amerikaans natuurkundige en Nobelprijswinnaar (1945)
- Lisette Model (1901-1983), Amerikaans fotografe van Oostenrijkse afkomst
- Otto Wächter (1901-1949), advocaat en nazi-politicus
- Josef Krips (1902-1974), dirigent en violist
- Eva May (1902-1924), actrice
- Karl Popper (1902-1994), Joods-Oostenrijks-Brits filosoof
- Walter Slezak (1902-1983), Oostenrijks-Amerikaans acteur
- Elfriede Geiringer (1903-1998), Joods-Oostenrijks holocaustoverlevende
- Konrad Lorenz (1903-1989), zoöloog, ornitholoog en Nobelprijswinnaar (1973)
- Rudolf Prack (1905-1981), toneelspeler en filmacteur
- Alma Rosé (1906-1944), violiste en dirigente van het meisjesorkest van Auschwitz
- Fritz Wotruba (1907-1975), beeldhouwer
- Fred Zinnemann (1907-1997), Oostenrijks-Amerikaans filmregisseur
- Paul Eisler (1907-1992), uitvinder van de printplaat
- Alfred Proksch (1908-2011), atleet
- Victor Weisskopf (1908-2002), Oostenrijks-Amerikaans theoretisch natuurkundige
- Willi Boskovsky (1909-1991), violist en dirigent
- Gustav Czopp (1909-1944), Nederlands-Joods journalist en acteur
- Peter Drucker (1909-2005), Amerikaans schrijver, bedrijfskundige en consultant
- Karl Schäfer (1909-1976), kunstschaatser en zwemmer

### 1910–1919
- Karl Silberbauer (1911-1972), politiefunctionaris en SS'er
- Vilma Degischer (1911-1992), actrice
- Dési von Halban (1912-1996), zangeres
- Gusti Wolf (1912-2007), actrice
- Jean Améry (1912-1978), schrijver
- Robert Adler (1913-2007), Oostenrijks-Amerikaans natuurkundige en uitvinder van de afstandsbediening
- Josef Bican (1913-2001), Oostenrijks-Tsjechisch voetballer en trainer
- Isolde Ahlgrimm (1914-1995), klaveciniste
- Edith Hahn Beer (1914-2009), jodin
- Hedy Lamarr (1914-2000), Oostenrijks-Amerikaans actrice
- Hans Maršálek (1914-2011), letterzetter, politiek activist, detective en historicus (Mauthausen)
- Max Perutz (1914-2002), Brits moleculair bioloog en Nobelprijswinnaar (1962)
- Herma Bauma (1915-2003), Olympisch kampioene speerwerpen 1948
- Viktorie Švihlíková (1915-2010), een Tsjecho-Slowaaks pianiste, klaveciniste en muzieklerares
- Liselotte Landbeck (1916-2013), Oostenrijks-Belgisch kunst- en langebaanschaatsster, moeder van de buitenechtelijke dochter van Leopold III
- David Flusser (1917-2000), Israëlisch geschiedkundige
- Max Merkel (1918-2006), voetballer en voetbalcoach
- Hans Hermann Groër (1919-2003), kardinaal-aartsbisschop van Wenen
- Peter Zinner (1919-2007), Oostenrijks-Amerikaans filmeditor

### 1920–1929

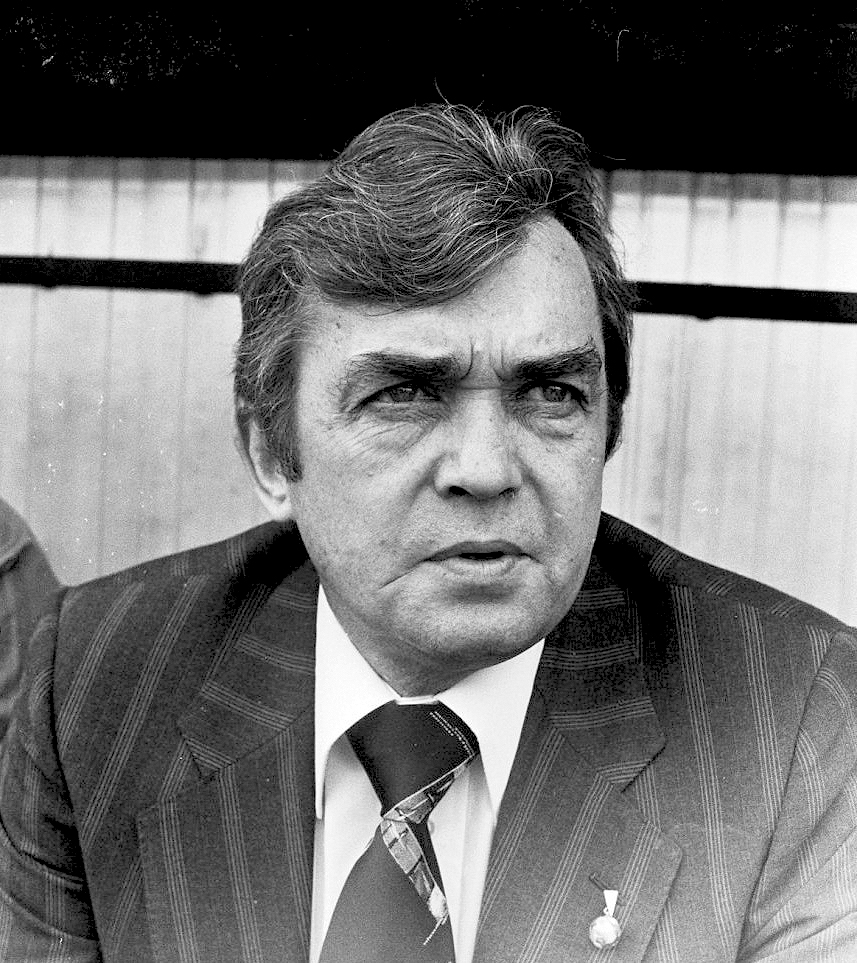
Voetballer en trainer Ernst Happel (1925-1992)

- Hans Holzer, Oostenrijks-Amerikaans paranormaal onderzoeker en schrijver (overleden 2009)
- Ruth Maier (1920-1942), Oostenrijks-Joods dagboekschrijfster
- Ernest Gold (1921-1999), Oostenrijks-Amerikaans filmcomponist
- Wolfgang Leonhard (1921-2014), politiek schrijver, historicus, kenner van de Sovjet-Unie en het communisme, lid van de Groep Ulbricht
- Carl Möhner (1921-2005), acteur en kunstschilder
- Trude Dothan (1922-2016), Israëlisch archeologe
- Oskar Werner (1922-1984), acteur
- Pinchas Lapide (1922-1997), Israëlisch diplomaat en joods theoloog
- Bert Flugelman (1923-2013), naar Australië geëmigreerde beeldhouwer
- Walter Kohn (1923-2016), Amerikaans theoretisch natuurkundige en Nobelprijswinnaar (1998)
- Kurt Schubert (1923-2007), hebraïcus en judaïst
- Eric Wolf (1923-1999), Amerikaans antropoloog
- Theodore Bikel (1924-2015), acteur en zanger
- Ernst Happel (1925-1992), voetballer en voetbaltrainer
- Peter Alexander (1926-2011), zanger, acteur, entertainer, showmaster
- Friedrich Cerha (1926-2023), componist en dirigent
- Raul Hilberg (1926-2007), Joods-Amerikaans geschiedkundige, Holocaustdeskundige
- Karl Kohn (1926-2024), Oostenrijks-Amerikaanse componist, muziekpedagoog en pianist
- Maria Schell (1926-2005), actrice
- Marion Stein (1926-2014), Joods-Oostenrijks-Brits pianiste
- Paul Badura-Skoda (1927-2019), pianist
- Fatty George (1927-1982), jazzmusicus
- Waltraut Haas (1927-2025), actrice en zangeres
- Friedrich Katz (1927-2010), historicus
- Jakov Lind (1927-2007), Oostenrijks-Brits schrijver, kunstschilder, filmregisseur en acteur
- Eva Pawlik (1927-1983), kunstschaatsster
- Erich Probst (1927-1988), voetballer
- René Clemencic (1928-2022), componist, klavecinist, musicoloog en dirigent
- Friedensreich Hundertwasser (1928-2000), kunstenaar en architect
- Alfred Hrdlicka (1928-2009), beeldhouwer, schilder, tekenaar, graficus en auteur
- Eva Pfarrhofer (1928-2017), schoonspringster
- Ernst Stankovski (1928-2022), acteur, regisseur en quizmaster
- Ingrid Haebler (1929-2023), pianiste
- Eric Kandel (1929), Amerikaans psychiater, neurowetenschapper en Nobelprijswinnaar (2000)
- Eva Schloss (1929), Joods-Oostenrijks-Brits schrijfster en holocaustoverlevende
- Nadja Tiller (1929-2023), Oostenrijks-Duits actrice

### 1930–1939

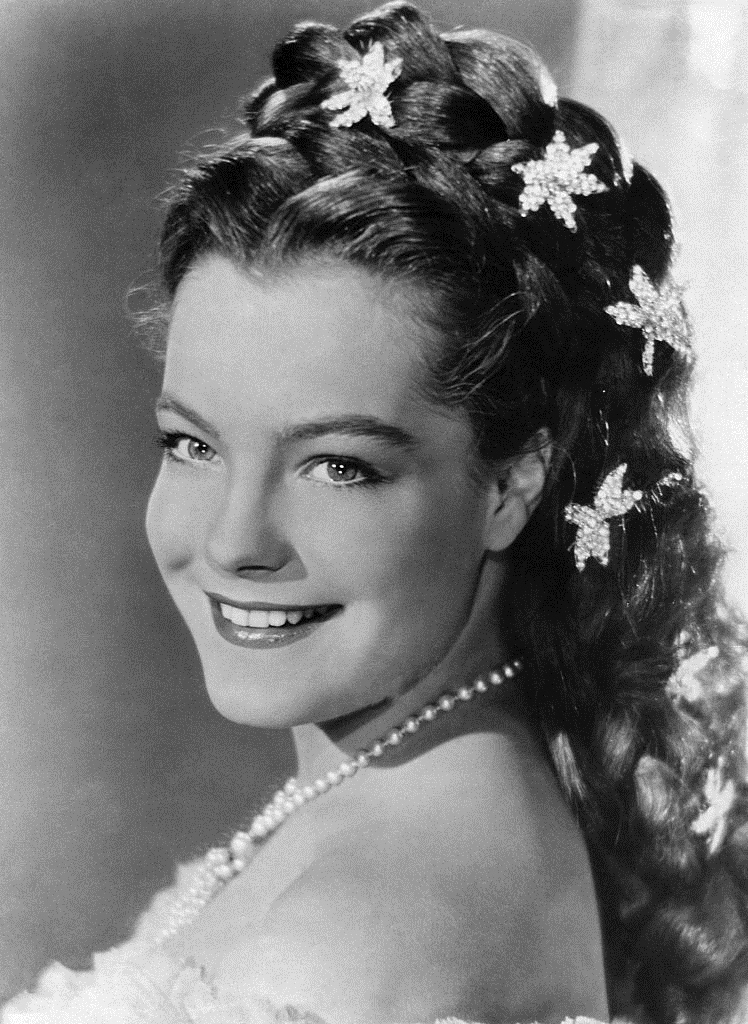
Actrice Romy Schneider (1938-1982)

- Ernst Fuchs (1930-2015), kunstschilder
- Friedrich Gulda (1930-2000), pianist en componist
- Martin Karplus (1930-2024), Amerikaans theoretisch scheikundige en Nobelprijswinnaar (2013)
- Gerhard Rühm (1930), schrijver, componist en beeldend kunstenaar
- Maximilian Schell (1930-2014), Oostenrijks-Zwitsers (film)acteur en filmregisseur
- Elfriede Gerstl (1932-2009), schrijfster
- Thomas Klestil (1932-2004), bondspresident van Oostenrijk (1992-2004)
- Konrad Bayer (1932-1964), schrijver
- Joe Zawinul (1932-2007), Oostenrijks-Amerikaans jazz-toetsenist en componist
- Josef Taus (1933-2024), politicus
- Hans Hollein (1934-2014), architect
- Gerhard Track (1934-2022), componist en dirigent
- Oswald Wiener (1935-2021), schrijver
- Christine Nöstlinger (1936-2018), kinderboekenschrijfster
- Ferdinand Piëch (1937-2019), industrieel
- Franz Vranitzky (1937), bondskanselier
- Hannes Androsch (1938-2024), ondernemer en politicus
- Hermann Nitsch (1938-2022), beeldend kunstenaar
- Romy Schneider (1938-1982), actrice
- Fritjof Capra (1939), natuurkundige en schrijver
- Luitfried von Salvini-Plawen (1939-2014), zoöloog
- Hubert Weber (1939), voorzitter van de Europese Rekenkamer

### 1940–1949
- Bibi Besch (1940-1996), actrice

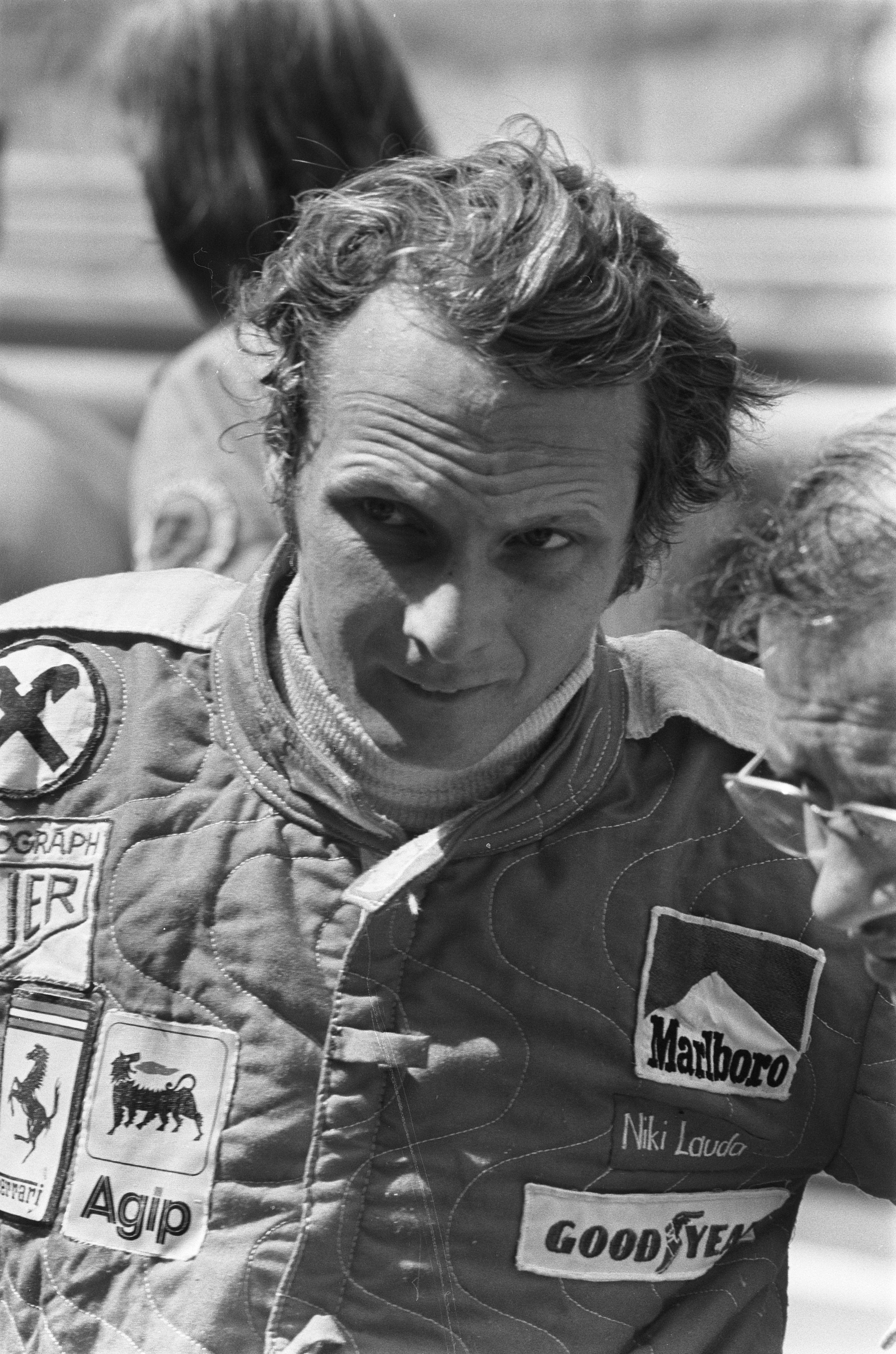
Autocoureur Niki Lauda (1949-2019)

- Erhard Busek (1941-2022), politicus
- Liese Prokop (1941-2006), atlete en politica
- Walter Schwimmer (1942-2025), politicus
- Hans Werner Sokop (1942), poëzie schrijver en vertaler
- Michael Mantler (1943), jazztrompettist en -componist en dirigent
- Alexander Van der Bellen (1944), bondspresident (2017-heden) en econoom
- Monica Bleibtreu (1944-2009), actrice
- Emmerich Danzer (1944), kunstschaatser
- Regine Heitzer (1944), kunstschaatsster
- Wolfgang Schüssel (1945), bondskanselier
- Friedrich Verzetnitsch (1945-2024), vakbondsbestuurder en politicus
- Wolfgang Schwarz (1947), kunstschaatser
- Rudi Stohl (1947), rallyrijder
- Franz West (1947-2012), beeldhouwer
- Gottfried Helnwein (1948), kunstenaar
- Brigitte Bierlein (1949-2024), juriste en politica
- Götz Kauffmann (1949-2010), acteur, cabaretier en schrijver
- Peter Kern (1949-2015), acteur, regisseur en filmproducent
- Willy Kreuz (1949), voetballer
- Niki Lauda (1949-2019), autocoureur
- Paul Löwinger (1949-2009), schrijver, theaterdirecteur, regisseur en acteur
- Alfred Riedl (1949-2020), voetballer en voetbaltrainer

### 1950–1959
- Helmut Schmitzberger (1950), componist, dirigent en muzikant
- Beatrix Schuba (1951), kunstschaatsster
- Manfred Langer (1952-1994), horeca-ondernemer in Amsterdam
- Erich Obermayer (1953), voetballer
- Hans Krankl (1953), voetballer
- Yvo de Boer (1954), Nederlands diplomaat
- Christoph Waltz (1956), Duits-Oostenrijks acteur
- Falco (1957-1998), rockmuzikant
- Gerhard Haszprunar (1957), zoöloog
- Mona Seefried (1957), actrice
- Harri Stojka (1957), jazzgitarist
- Johannes Hahn (1957), politicus
- Peter Pacult (1959), voetballer en voetbaltrainer

### 1960–1969
- Peter Seisenbacher (1960), judoka
- Wolfgang Sowa (1960), voetbalscheidsrechter
- Willibald Tatzer (1960), componist, musicus en muziekuitgever
- Martina Schettina (1961), schilderes en beeldend kunstenaar
- Wolfgang Priklopil (1962-2006), ontvoerder
- Klaus Ebner (1964), schrijver
- Toni Polster (1964), voetballer
- Sabine Petzl (1965), actrice
- Martin Spitzer (1965-2024), jazz-muzikant
- Robert Seethaler (1966), acteur en schrijver
- Oliver Stamm (1966), volleybal- en beachvolleybalspeler
- Peter Stöger (1966), voetballer en voetbaltrainer
- Fritz Stuchlik (1966), voetbalscheidsrechter
- Andreas Herzog (1968), voetbaltrainer en voormalig profvoetballer
- Linda Spa (1968), multi-instrumentalist en componiste
- Franz Stocher (1969), wielrenner

### 1970–1979
- Barbara Paulus (1970), tennisster
- Roland Garber (1972), wielrenner
- Karl Nehammer (1972), politicus; bondskanselier sinds 2021
- Boris Kodjoe (1973), acteur
- Claudia Riegler (1973), snowboardster
- Gerhard Grobelnik (1975), voetbalscheidsrechter
- Jürgen Patocka (1977), voetballer
- Jürgen Macho (1977), voetballer
- Volkan Kahraman (1979-2023), voetballer
- Markus Katzer (1979), voetballer

### 1980–1989
- Christoph Soukup (1980), mountainbiker
- Wolfgang Kogert (1980), organist
- Alexander Horst (1982), beachvolleyballer
- Bernhard Kohl (1982), wielrenner
- Markus Rogan (1982), zwemmer
- Turgay Bahadır (1984), Oostenrijks voetballer van Turkse afkomst
- Manuel Fettner (1985), schansspringer
- Thomas Prager (1985), voetballer
- Ümit Korkmaz (1985), voetballer
- Kerstin Frank (1988), kunstschaatsster
- Natascha Kampusch (1988), misdaadslachtoffer
- Veli Kavlak (1988), voetballer
- Marko Arnautović (1989), voetballer

### 1990–1999
- David Alaba (1992), voetballer
- Marco Djuricin (1992), voetballer
- Virginia Kirchberger (1993), voetbalster
- Verena Hanshaw (1994), voetbalster
- Phillipp Mwene (1994), voetballer
- Dominik Wydra (1994), voetballer
- Sascha Horvath (1996), voetballer
- Viktoria Pinther (1997), voetbalster
- Sarah Puntigam (1997), voetbalster
- Maximilian Wöber (1998), voetballer

### Vanaf 2000
- Niklas Hedl (2001), voetballer
- Marie Höbinger (2001), voetbalster
- Lena Schilling (2001), activist en politicus
- Yusuf Demir (2003), voetballer
- Sarah Mattner-Trembleau (2003), Duits voetbalster
- Leopold Querfeld (2003), voetballer
- Oluwaseun Adewumi (2005), voetballer

## Woonachtig (geweest) in Wenen
- Elisabeth van Oostenrijk-Hongarije ("Sisi") (München, 1837-1898), keizerin
- Sigmund Freud (Freiberg, 1856-1939), neuroloog en psycholoog
- Theodor Herzl (Boedapest, 1860-1904), journalist, stichter van het moderne zionisme

## Overleden in Wenen
- Kilian Reinhardt (1653/1654-1729), medewerker van de keizerlijke hofkapel
- Johann Georg Reinhardt (Ochsenfurt, 1676/1677-1742), componist en kapelmeester
- Wolfgang Amadeus Mozart (Salzburg, 1756-1791), componist
- Joseph Haydn (Rohrau, 1732-1809), componist
- Ludwig van Beethoven (Bonn, 1770-1827), Duits componist
- Peter von Goëss (1774-1846), graaf en hofmaarschalk
- Ignaz Semmelweis (Boedapest, 1818-1865), arts en vader van de antiseptische methode
- Emil Brunnenmeister (1854-1898), Zwitsers jurist en hoogleraar
- Heimito von Doderer (Weidlingau, 1896-1966), schrijver
- Hans Asperger (Hausbrunn, 1906-1980), kinderarts
- Blanche Aubry (1921-1986), Zwitserse actrice
- Simon Wiesenthal (Buczacz, 1908-2005), nazi-jager
- Alois Mock (Euratsfeld, 1934-2017), politicus
- Oskar Höfinger (1935-2022), beeldhouwer